# Histoire des Juifs à Międzyrzec Podlaski
La communauté juive de Międzyrzec Podlaski existe depuis le XVIe siècle, mais a surtout pris de l'importance au XIXe siècle et jusqu'à la Seconde Guerre mondiale. À la veille de la Seconde Guerre mondiale, elle compte plus de 13 000 membres représentant 80 % de la population de la ville. Elle est totalement anéantie pendant la Shoah.
Międzyrzec Podlaski est une ville de l'est de la Pologne, située dans le powiat de Biała Podlaska dans la voïvodie de Lublin. La ville est située à environ 90 km au nord de Lublin et à 85 km à l'ouest de la ville biélorusse de Brest. Elle compte actuellement un peu moins de 17 000 habitants.

## Le début de la communauté juive
Les Juifs ont dû s'installer à Międzyrzec dès la création de la ville, mais il n'existe aucun document pouvant l'attester. Les premières mentions de Juifs apparaissent dans des documents de la ville au XVIe siècle, comme l'entrée dans la métrique lituanienne du 10 octobre 1533 concernant un juif de Międzyrzecz dénommé Avram Ajzykowicz, accusé d'avoir pris en gage des objets volés à un courtisan royal. Au milieu du XVIe siècle, les Juifs sont principalement des commerçants où tiennent des tavernes de bière et d'alcool. Il est entre autres mentionné les noms de trois négociants juifs de Międzyrzec, Moszko Abramowicz, Cadek Judycz et Cechm Szachnowicz, qui maintiennent des liens commerciaux avec les villes de Lublin, Chełm et Brest. À cette époque, la communauté possède une synagogue, un Beth Midrash (centre d'étude de la Torah), un mikvé (bain rituel) et un hôpital. Le quartier juif appelé Szmulowizna est situé au sud-est de la place du marché, à l'intersection des rues Mydlarska, Jatkowa et J. Nassuta d'aujourd'hui. 
En 1595, une des premières imprimeries juives de Pologne s'installe à Międzyrzec. En 1621, le propriétaire de la ville, Alexandre Louis Radziwiłł offre de nouveaux privilèges aux Juifs. En 1644, des documents font état d'une maison de prière située dans la partie sud-est de la place du marché. 
Les guerres du milieu du XVIIe siècle ont une influence sur le mouvement de colonisation juive. La population des villes de Podlasie diminue d'environ 50 %.

## Le développement de la communauté juive auxXVIIIeetXIXesiècles
Dès la fin du XVIIe siècle, la communauté juive est de nouveau forte et bien organisée et en 1712, sur 390 habitants payant des taxes, 101 sont juifs. 
Au début du XVIIIe siècle, Elżbieta Helena Sieniawska née Lubomirska, propriétaire de Międzyrzec confirme le 26 mars 1706, les droits existants de la ville. Le 5 août 1718, l'héritière accorde des privilèges à la population juive, dans lesquels elle leur permet l'érection d'une synagogue en briques, d'un hôpital, d'une école, de la maison du rabbin et d'un cimetière, ces bâtiments ayant brûlé dans un incendie la même année. Ils confirment également leurs droits existants de posséder des étals et des tavernes. Dans les années 1720, les Juifs possèdent plus de 30 maisons en ville. 
Le 20 novembre 1761, les Juifs reçoivent l'autorisation de Antoni Erazm Wołłowicz, évêque de Łuck, d'ériger une nouvelle synagogue. Pour remplacer celle détruite dans un incendie.
En 1765, un recensement montre que les Juifs représentent 44 % de la population de la ville. La communauté juive de Międzyrzec, par le nombre de ses membres, est la cinquième communauté juive de Podlachie. Le 17 septembre 1782, le prince Adam Kazimierz Czartoryski, nouveau propriétaire de la ville, accorde le droit aux Juifs orthodoxes, de commercialiser des marchandises dans des étals et des maisons moyennant une redevance. Le 24 octobre de la même année, le prince entreprend de construire 12 étals en briques pour les marchands juifs. À cette époque, la communauté juive possède sa synagogue en briques, un Beth Midrash (centre d'étude de la Torah), un mikvé (bain rituel), un hôpital, plusieurs heders et une maison pour le rabbin. À la fin du XVIIIe siècle, Międzyrzec est un important centre de commerce et d'artisanat, célèbre pour sa production de soies pour les brosses et les balais, de tissus et de fourrures.
En 1790, les artisans juifs fondent une guilde des tailleurs et en 1898, des syndicats apparaissent dans les tanneries et les tissages de soie. 
À partir du 24 janvier 1796, à la suite du troisième partage de la Pologne, Międzyrzec passe sous domination autrichienne. L'Autriche impose de sévères restrictions affectant la population juive. À partir de 1797, les communautés juives ne sont plus autorisées à contracter de dettes. La redevance pour la viande cacher est prélevée par les autorités impériales. En 1798, le tribunal rabbinique Beth Din est aboli et une nouvelle taxe bougie est introduite, s'appliquant aux bougies allumées lors des fêtes juives. L'année suivante, les médecins juifs ne sont plus autorisés à exercer leur profession auprès des malades chrétiens. Puis les Juifs sont forcés de prendre des noms de famille et de faire leur service militaire. La population juive est sous la surveillance constante du pouvoir impérial. En 1809, un décret est publié privant les Juifs de leurs droits civiques et limitant leur liberté personnelle.
Pendant l'insurrection de Janvier en 1863–1864 contre l'Empire russe, Międzyrzec devient également un lieu de combats pour les unités insurgées. Les insurgés sont approvisionnés en armes par, entre autres, les juifs Międzyrzec Szymon Goldberg et Jelko Winderbaum. 
La communauté juive va se développer tout au long du XIXe siècle. En 1827, on compte 3 012 Juifs sur une population totale de 4 609 habitants, soit 65,4 % de la population. L'inauguration en 1823 d'une route revêtue entre Brest et Varsovie et la construction d'une ligne de chemin de fer entre Brest et Varsovie en 1867 entrainent un développement du commerce et de l'industrie à Międzyrzec Podlaski. 
En 1829 les frères Dawid et Aron Wajnberg possèdent un moulin à eau en ville et Lejbk Mintz une forge. En 1831, les deux fonderies de cuivre appartiennent à Salomon Cirles. En 1880, Szymon Papiernia installe un moulin à vapeur. En 1887, la société Szeinmel bracia (Srul i Szymon), Fabryka Narzędzi Rolniczych (Usine d'outils agricoles des frères Szeinmel (Srul et Szymon)) débute la fabrication d'outils au 23 rue Warszawska. Elle fonctionnera jusqu'au déclenchement de la Seconde Guerre mondiale. En 1898, Simcha Minc et Chil Rotsztajn possèdent des usines de production de fixations de charpentes et en 1914 M. Szejnmel ouvre une usine de fabrication de balances.
À la fin du XIXe siècle siècle, presque toutes les usines industrielles et artisanales appartiennent à des Juifs. Il y a des brasseries, une vinaigrerie, une manufacture d'allumettes, de poêles en faïence, des fabriques de soies, quatre tanneries, trois savonneries, deux ateliers de tissage du coton et des ateliers de cardage.

## La communauté auXXesiècle avant la Seconde Guerre mondiale

### Une économie florissante
Au début du XXe siècle, Międzyrzec est l'une des villes les plus grandes et les plus dynamiques de Podlachie. Pendant la période de l'entre-deux-guerres, la population juive constitue le groupe ethno-religieux le plus important à Międzyrzeck, avec 65 % de la population. Sur les 201 maisons de la ville, 180 appartiennent à des propriétaires juifs. 
90 magasins en ville appartiennent à des juifs, beaucoup de familles juives vivent du commerce. D'autres fabriquent des brosses et des balais selon des méthodes artisanales. La ville compte de nombreuses tanneries. En 1898, les tanneurs forment leur propre syndicat. Des usines fabriquent des câbles et des ampoules électriques. En 1925, la ville compte trois moulins, plusieurs silos à céréales et des moulins à huile. 
Les frères Finkelsztajn fournissent l'électricité à la ville. Ils possèdent un moulin à vapeur rue Brzeska et, en 1915, ils ouvrent une centrale électrique dans leur moulin. En 1930, la société fonctionne sous le nom Elektrownia i Zakłady Przemysłowe, Młyn i Tartak (Centrale électrique et les installations industrielles, moulin et scierie).
Dans les années suivant la Première Guerre mondiale, les hôtels W. Kozes, rue Lubelska, et J. Sobelman, sur la place du Marché, accueillent les Juifs de passage à Międzyrzec.

### Une vie culturelle, éducative, sociale et politique intense
L'intelligentsia juive se trouve entre autres dans les professions libérales, docteurs, dentistes, pharmaciens et avocats, ainsi que parmi les représentants d'autres professions, mais la culture n'est pas limitée à cette élite.
La vie culturelle des habitants juifs est riche et variée quel que soit leur niveau d'éducation. En 1905 la fanfare klezmer des pompiers juifs est créée par le violoniste Mendel Szpilman et durera jusqu'à la Seconde Guerre mondiale. 
Dès avant la Première Guerre mondiale, l'imprimerie située au 10 rue Jatkowa, propriété de Jeszaj Josef Rogożyk, publie des livres et des magazines en polonais et en yiddish. Dans les années 1920, une seconde imprimerie s'ouvre, établie par J. Lebenglik. La presse juive est florissante. Entre 1927 et 1939, plus de douze magazines sont publiés en yiddish, mais la plupart durent moins d'un an, à l'exception du Mezryczer Wochnblat (1926–1932), du Mezryczer Tribune (1928–1932), du Podlasier Cajtung (1932–1937) et du Mezryczer Lebn, (1933–1937).

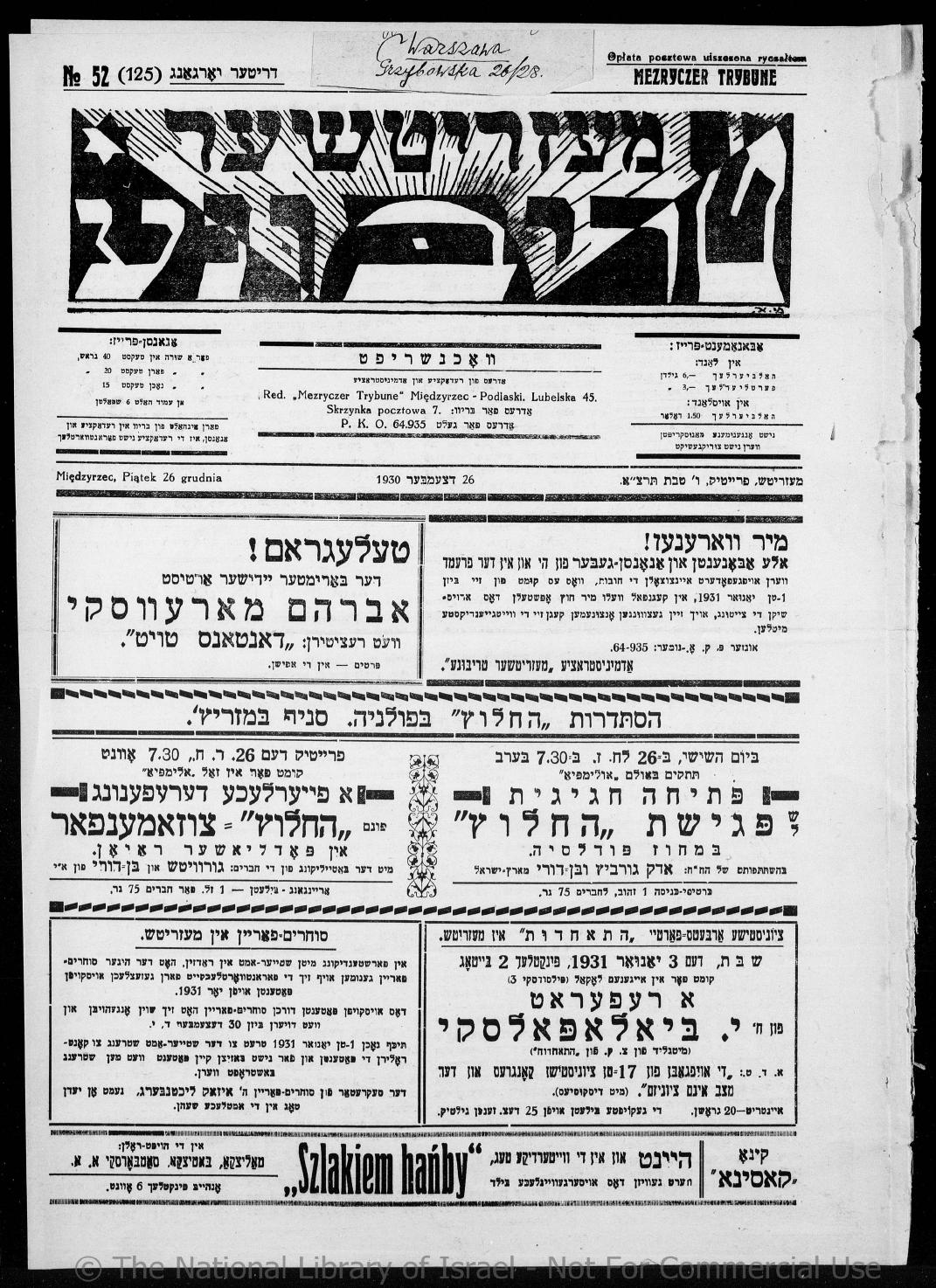
Magazine Mezritcher Tribune du 26 décembre 1930.
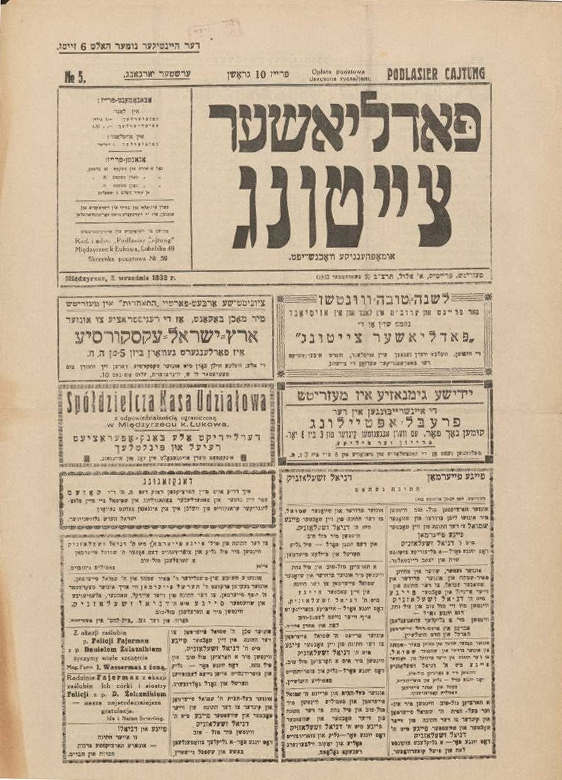
Magazine  Podlasier Cajtung de 1932.
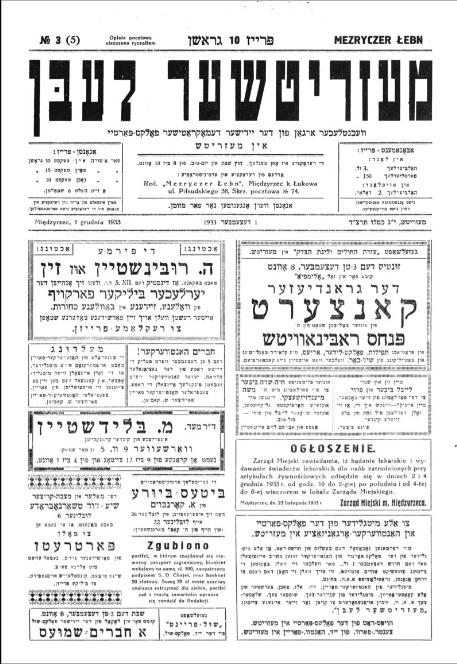
Magazine Mezryczer Lebn de décembre 1933.

En 1912, parmi les bibliothèques de la ville se trouvent celle de la Communauté juive de Międzyrzeck et celle de l'Association pour la promotion des bibliothèques et salles de lecture. Plus tard s'ajoutent la bibliothèque Brener, la bibliothèque Grojer, la bibliothèque I.L. Perec et plusieurs autres plus petites.
La communauté juive accueille des troupes théâtrales et organise des rencontres avec des écrivains juifs éminents comme Sholem Asch ou Isaac Leib Peretz. En 1913, le cinéma Iluzjon, propriété de Jankiel Rajsze Zilberberg, est inauguré. En 1927, un second cinéma dénommé Casino, propriété de H. Cukerman, s'ouvre à Międzyrzec au 28 rue Staromiejsk, puis un troisième construit par Hersh Leib Lemons dans la vieille ville. 
La communauté juive possède sa synagogue, un Beth Midrash (centre d'étude de la Torah), un mikvé (bain rituel), dix maisons de prière, un hospice pour personnes âgées, un orphelinat, un abattoir rituel pour la volaille, une bibliothèque, un bureau du conseil communautaire, une maison pour le rabbin et une autre pour le hazzan (chantre). Międzyrzec compte nombreuses écoles juives laïques ou religieuses : 52 heders, écoles élémentaires où les élèves reçoivent des cours de judaïsme et d'hébreu, une yechiva pour l'étude du Talmud et de la Torah et une école religieuse pour les filles dirigée par l'institution Beit Yaakov'. Il est possible de recevoir une éducation dans des écoles séculières privées comme l'école hébraïque Tarbut ou l'établissement secondaire de premier cycle juif, qui en 1922-1923 obtient le statut d'école publique. 
Au début des années 1920, des organisations sociales et éducatives sont fondées à Międzyrzec, comme l'association culturelle et éducative juive Tarbut de tendance sioniste, le Kultur Lige administré par le Bund qui gère aussi la bibliothèque juive, et une section de la Société culturelle et éducatrice Frajhajt, fondée vers 1930 et impliquée dans l'éducation des adultes.
Après la Première Guerre mondiale, les Juifs s'intéressent de plus en plus à la politique. Le Bund et le Folkspartei acquièrent une grande influence à Międzyrzecz. Les organisations de jeunesse s'organisent généralement avec le support de partis politiques. Par exemple l'organisation sioniste de gauche Hashomer Hatzaïr est affiliée à la centrale ouvrière Histadrout du parti travailliste sioniste.

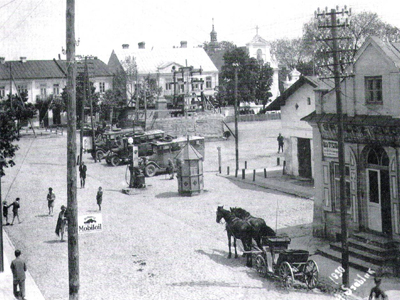
La place du marché dans le quartier juif.
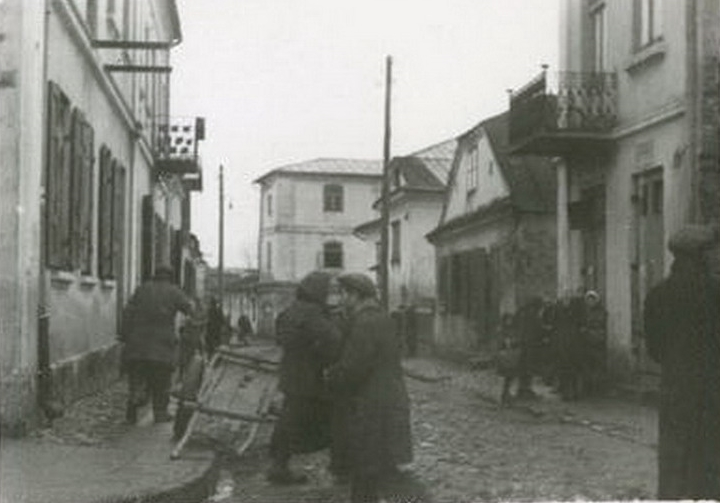
La rue Mydlarska avec au fond la grande synagogue.
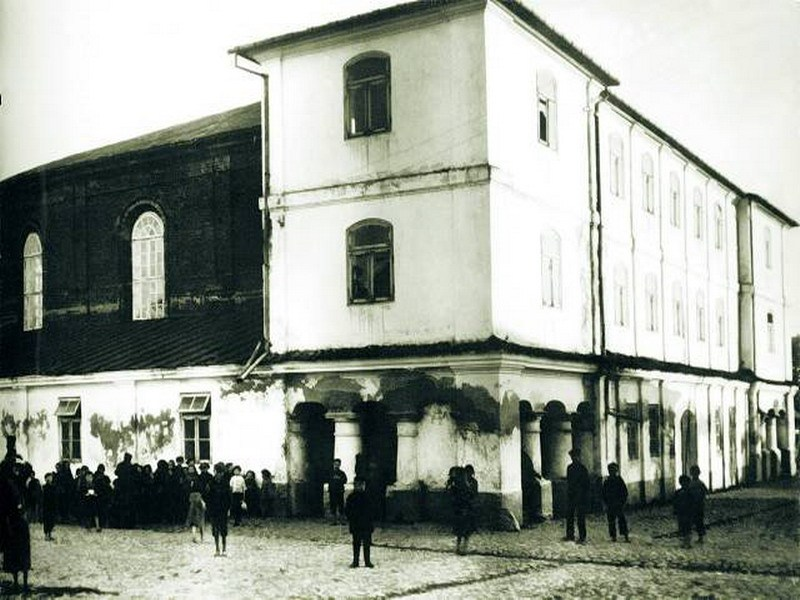
La grande synagogue.

## La Seconde Guerre mondiale et la fin de la communauté juive
À la suite du Pacte germano-soviétique, l'Armée rouge se retire de Międzyrzec en octobre 1939 après dix jours d'occupation, laissant la place à l'armée allemande. Plus de 2 000 habitants juifs, principalement des jeunes, fuient la ville avec l'Armée rouge, passant de l'autre côté de la rivière Boug qui sépare la zone d'occupation allemande de la zone d'occupation soviétique. Dès les premiers mois d'occupation nazie, les exécutions de masse de Juifs commencent. Plus de 1 000 Juifs sont ainsi abattus et enterrés dans une fosse commune rue Brzeska. 
Międzyrzec devient rapidement le centre de regroupement des Juifs de la région qui sont transportés à Szmulowizna, un quartier habité par la population juive la plus pauvre. Ce quartier forme le ghetto de Międzyrzec Podlaski, où sont parqués dans des conditions déplorables à partir de la mi-1942, selon différentes sources, entre 17 000 et 24 000 Juifs. Un camp de travail est aussi créé en ville où les Juifs sont contraints à des travaux forcés. Ils sont principalement utilisés à des travaux d'irrigation sur la Krzna près de Międzyrzec et de Rogoźnica.
En mai 1942, les premiers Juifs de Międzyrzec et des environs sont transportés au camp d'extermination de Treblinka. Les 25 et 26 août 1942, les Allemands rassemblent les Juifs sur la place du marché. Approximativement 1 000 personnes infirmes ou âgées sont fusillées tandis que les 11 000 restantes sont déportées à Treblinka. Un petit groupe de Juifs reste en ville, employé dans des camps de travaux forcés locaux. Des Juifs de la région de Radzyń Podlaski sont réinstallés à Międzyrzec, mais, dès octobre 1942, la plupart d'entre eux sont déportés vers les camps d'extermination de Treblinka et de Majdanek. En décembre, environ 550 personnes sont envoyées dans le camp de travail de Trawniki. La plupart d'entre eux sont exterminés en 1943 à Treblinka.
La liquidation finale du ghetto de Międzyrzec a lieu en mai 1943. Plusieurs centaines de personnes sont abattues sur place et 3 000 sont envoyées au camp d'extermination de Treblinka. Dans les mois qui suivent, les Allemands traquent et assassinent environ 1 000 Juifs qui se cachaient en ville et dans les bois environnants. Le ghetto est entièrement liquidé le 17 juillet 1943. En mai 1943, pendant la liquidation du ghetto, les nazis détruisent le quartier juif et les bâtiments de la synagogue. Les pierres tombales du cimetière juif sont utilisées pour paver des routes ou pour la construction de maisons. Après la Seconde Guerre mondiale, un nouveau quartier résidentiel est construit à sa place. Le 18 et 19 juillet 1943, en représailles au meurtre de deux Allemands par le mouvement clandestin polonais, les occupants allemands fusillent 179 Juifs dans le cimetière juif local. 
Lors de la libération de Międzyrzec en juillet 1944, il ne reste que vingt Juifs qui ont survécu aux années d'occupation, en se cachant en ville ou dans les bois et villages environnants. Certains parmi ceux qui s'étaient enfuis avec l'Armée rouge au début de la Seconde Guerre mondiale, ainsi que quelques rescapés des camps d'extermination commencent alors à revenir en ville. 

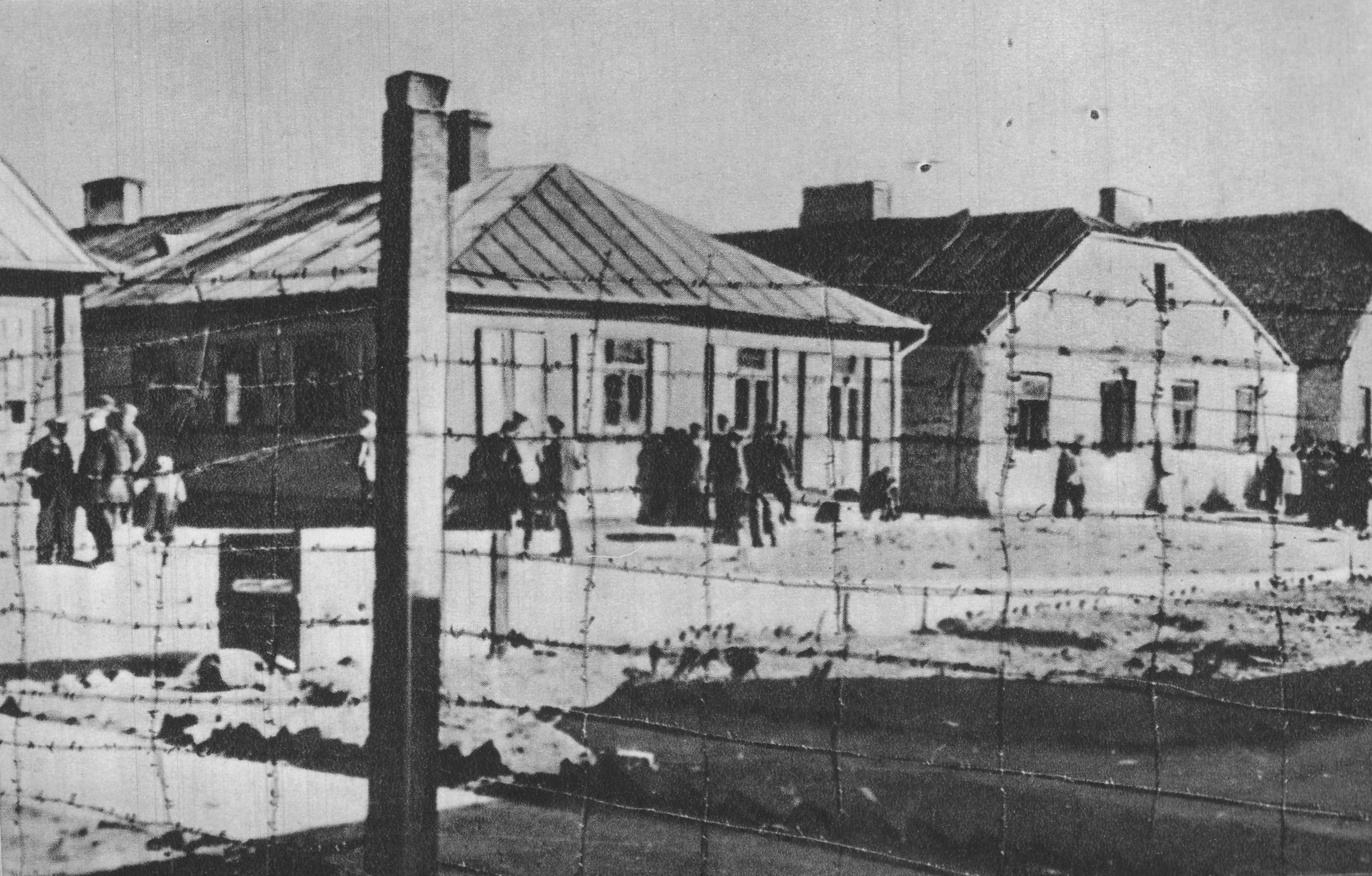
Le ghetto.
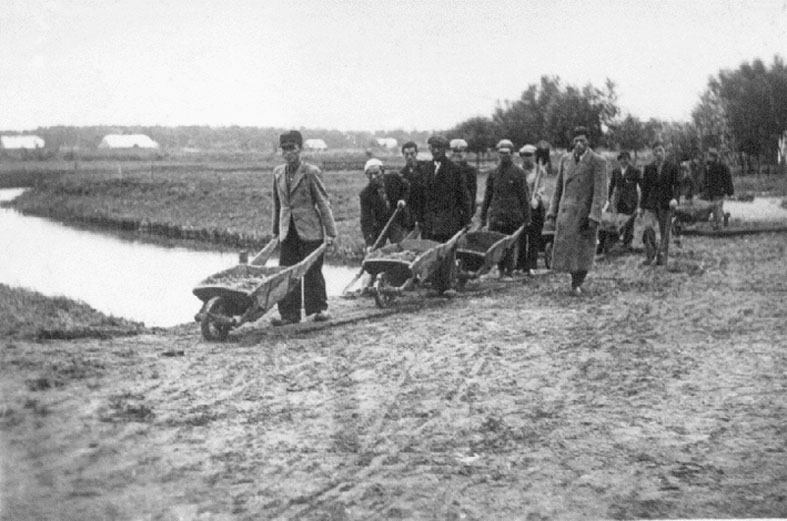
Juifs du ghetto employés dans un camp de travail forcé.
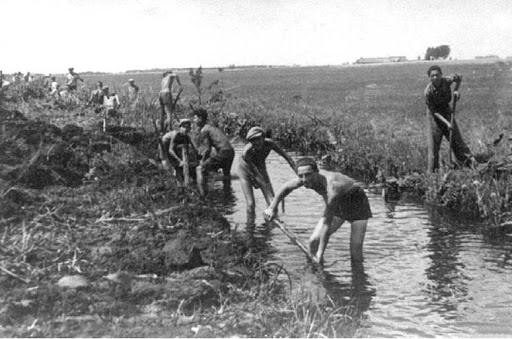
Juifs du ghetto employés dans un camp de travail forcé.
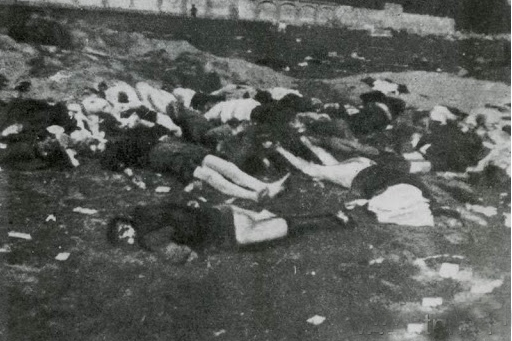
Assassinat au cimetière juif.

Après la guerre, en 1944-1946, les Juifs de Międzyrzec Podlaski et des régions environnantes sont attaqués par des extrémistes polonais. Parmi les victimes, Srulek Zylberstein et Genia Adlerstein, une rescapée d'Auschwitz, sont tués le 18 septembre 1946 dans un train reliant Międzyrzec Podlaski à Biała Podlaska par un groupe d'une centaine de personnes armées.

## Évolution de la population juive
| Année | Population totale de la ville | Nombre de Juifs | Pourcentage de Juifs |
| ----- | ----------------------------- | --------------- | -------------------- |
| 1622  | 841                           | 152             | 18,0 %               |
| 1674  | 968                           | 207             | 21,4 %               |
| 1712  | 390                           | 101             | 25,9 %-              |
| 1788  | 1 813                         | 717             | 39,5 %               |
| 1820  | 4 442                         | 2 918           | 65,7 %               |
| 1827  | 4 609                         | 3 012           | 65,4 %               |
| 1830  | 5 211                         | 3 595           | 69,0 %               |
| 1856  | 7 945                         | 6 234           | 78,5 %               |
| 1862  | 8 219                         | 6 636           | 80,7 %               |
| 1886  | 11 664                        | 9 285           | 79,4 %               |
| 1903  | 15 610                        | 12 039          | 77,1 %               |
| 1910  | 16 359                        | 12 535          | 76,6 %               |
| 1921  | 12 622                        | 9 415           | 74,6 %               |
| 1931  | 16 837                        | 13 290          | 78,9 %               |